# Kalinin K-10
Die Kalinin K-10 war ein Eindecker, der von Konstantin Alexejewitsch Kalinin für Verbindungs-, Schul- und landwirtschaftliche Aufgaben entwickelt wurde.

## Geschichte
Aus technischer Sicht zeichnete er sich durch Doppelsteuerung im Tandemcockpit, ein starres Fahrgestell und klappbare Flügel aus, um die Hangarierung zu erleichtern. Der Erstflug der K-10 fand im Jahr 1932 statt, eine Massenproduktion erfolgte jedoch nie.

## Technische Daten
| Kenngröße             | Daten                                                                 |
| --------------------- | --------------------------------------------------------------------- |
| Besatzung             | 2                                                                     |
| Länge                 | 7,0 m                                                                 |
| Spannweite            | 10,7 m                                                                |
| Höhe                  | 2,89 m                                                                |
| Flügelfläche          | 18,0 m²                                                               |
| Flügelstreckung       | 6,4                                                                   |
| Flächenbelastung      | 57,5 kg/PS                                                            |
| Leistungsbelastung    | 9,6 kg/PS                                                             |
| Leermasse             | 700 kg                                                                |
| max. Startmasse       | 1035 kg                                                               |
| Triebwerk             | 1 × luftgekühlter 5-Zylinder-Sternmotor Schwezow M-11, 100 PS (74 kW) |
| Höchstgeschwindigkeit | 175 km/h                                                              |
| Reisegeschwindigkeit  | 145 km/h                                                              |
| Landegeschwindigkeit  | 84 km/h                                                               |
| Steigzeit             | 7 min auf 1000 m Höhe 17 min auf 2000 m Höhe 34 min auf 3000 m Höhe   |
| Dienstgipfelhöhe      | 3800 m                                                                |
| Reichweite            | 1200 km                                                               |
| Flugdauer             | 8 h                                                                   |
| Startstrecke          | 184 m                                                                 |
| Landestrecke          | 175 m                                                                 |